# Gilbert Highet

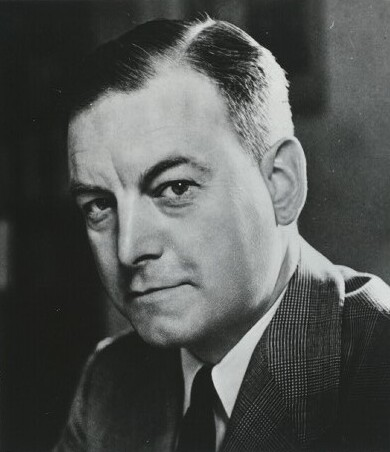
Gilbert Highet (um 1853) - US-amerikanischer Altphilologe

Gilbert Highet, eigentlich Gilbert Arthur Highet (* 22. Juni 1906 in Glasgow, Schottland; † 20. Januar 1978 in New York, Vereinigte Staaten) war ein US-amerikanischer Altphilologe schottischer Herkunft.

## Leben
Highet war ein Sohn des Superintenden of Telegraphs für Westschottland. Er besuchte die Hillhead High School und studierte anschließend an der Universität Glasgow. Nach Erreichen des Master of Arts 1928 wechselte er an das Balliol College in Oxford. Dort studierte er bis 1932 unter Cyril Bailey, Maurice Bowra und Gilbert Murray. Während seines Studiums dort, gründete Highet die Oxford Experimental Theatre Society und für diese auch zwei Theaterstücke.
Am 22. September 1932 heiratete Highet in der Memorial Chapel der Universität Glasgow seine Kommilitonin Helen MacInnes und hatte mit ihr einen Sohn, Keith, der im Sommer 1933 in Oxford zur Welt kam. Ab dieser Zeit war Highet am St. John’s College; von 1933 bis 1937 als Tutor und Fellow.
1937 nahm Highet einen Ruf an die Columbia University (New York) an. Er arbeitete dort u. a. mit Moses Hadas zusammen. Als mit dessen Unterstützung sein Vertrag in eine unbefristete Anstellung verwandelt wurde, ließ Highet seine Ehefrau und seinen Sohn nachkommen. Zeit seines Lebens blieb er dieser Universität verbunden; mit Ausnahme von 1941 bis 1946, als er als britischer Staatsbürger in der British Army diente.
1946 kehrte Highet nach New York zurück und nahm seine Arbeit an der Columbia-Universität wieder auf. Da er zusammen mit seiner Familie nicht vorhatte, nochmal zurück nach Schottland zu gehen, beantragte er die US-amerikanische Staatsbürgerschaft und bekam sie 1951 auch verliehen.
Parallel zu seinen universitären Arbeiten wirkte Highet zwischen 1952 und 1954 als Literaturkritiker der Zeitschrift Harper’s Magazine. 1958 holte man ihn in die Redaktion der Zeitschrift Horizon Magazine, wo er für 19 Jahre u. a. mitverantwortlich für das Feuilleton war. Bereits 1954 war er in die Jury des Book-of-Month-Club gewählt worden und blieb dort bis an sein Lebensende.
Mit über 71 Jahren starb Gilbert Highet am 20. Januar 1978 in New York an seiner Krebserkrankung.

## Bildungskonzept
Als Gelehrter in einer Zeit, in der Westlicher Liberalismus, Staatskommunismus und Faschismus um die Diskurshoheit auch in den Geisteswissenschaften wetteiferten, war Highet überzeugt, dass es die Pflicht des Intellektuellen sei, die Freiheit zu unterstützen und den Pluralismus zu verteidigen. „Das Ziel derjenigen, die versuchen, Gedanken zu kontrollieren, ist immer dasselbe“, schrieb er. „Sie finden eine einzige Erklärung der Welt, ein Denk- und Handlungssystem, das (wie sie glauben) alles abdeckt; und dann versuchen sie, dies allen denkenden Menschen aufzuzwingen.“
Highets Bildungskonzept basierte auf dem lektüregestützten Sich-Einlassen, dem Eintauchen in andere Kulturen und der Vorbildfunktion der Lehrenden. 
Vor allem widmete er sich dem Lernen aus der Vergangenheit. „Geschichte (Geschichtsbewusstsein) ist eine seltsame Erfahrung“, schrieb er in der Einleitung zu einem Essay über Byzanz. „Die Welt ist heute recht klein, aber die Geschichte ist groß und tiefgreifend. Manchmal kann man viel weiter kommen, wenn man zu Hause sitzt und ein Geschichtsbuch liest, als wenn man in ein Schiff oder ein Flugzeug steigt und tausend Meilen zurücklegt. Wenn Sie durch den Luftraum nach Mexiko-Stadt reisen, erleben Sie es als eine Art Kreuzung zwischen dem modernen Madrid und dem modernen Chicago, mit vielen zusätzlichen Eigenheiten; aber wenn Sie in die Geschichte von Mexiko-Stadt reisen, nur 500 Jahre zurück, werden Sie es so ganz anders vorfinden, als wenn sie auf einem anderen Planeten wären: bewohnt von kultivierten Barbaren, sensibel und grausam, hoch organisiert und gleichzeitig noch im Kupferzeitalter, eine Ansammlung verblüffender, unglaublicher Kontraste.“ Dennoch sei es, wie Highet vor allem in seinem Meisterwerk „The Classical Tradition“ zeigte, möglich, in der Vergangenheit einen großen humanisierenden Fluss des Lernens zu entdecken, der die Gegenwart mit der biblischen und insbesondere der griechischen und römischen Zivilisation verbindet. Highet neigte dazu, der zeitgenössischen Literatur kritisch gegenüberzustehen und ihr dekadente Qualitäten zuzuschreiben.
Er war ein berühmter Lehrender, dessen Habitus Teil seiner Botschaft war. Robert J. Ball schrieb in einer Würdigung unter der Überschrift „Living Legacies“, die 2001 im Columbia University Alumni Magazine veröffentlicht wurde: „Wenn Gilbert Highet das Klassenzimmer betrat, hatte man das Gefühl, als würde sich der Vorhang für ein Broadway-Stück öffnen....“  Laut Ball erinnerte er seine Studierenden in seinem Erscheinungsbild und Auftreten an einen Offizier der britischen Armee wie ihn Jack Hawkins in Filmen darstellte – groß, aufrecht, gutaussehend, glattrasiert und tadellos gekleidet. Sein Dozieren war eine eindrucksvolle Performanz; er sprach oder sang, stand oder ging vor dem Rednerpult mit einer Präsenz, die mit der von Laurence Olivier oder John Houseman vergleichbar war.

## Veröffentlichungen (Auswahl)
als Autor
- The anatomy of satire. University Press, Princeton, N.J. 1972, ISBN 0-691-01306-3.
- The Classical Tradition. Greek and Roman influences on Western Literature. Oxford University Press, Oxford 1949; 4. Auflage New York/London 1959; Neudruck ebenda 1985, ISBN 0-19-500206-7 (Nachdr. d. Ausg. Oxford 1949).
- Führen, lehren, unterweisen. Erziehen als Kunst („The art of teaching“). Klett, Stuttgart 1962.
- The immortal profession. The joys of Teaching and Learning. Weybright & Talley, New York 1976, ISBN 0-679-40130-X.
- Juvenal, the satirist. A study. Clarendon Press, Oxford 1960.
- Man's unconquerable mind. University Press, New York 1954.
- An outline of Homer. Gollancz, London 1935.
- People, Places and books. 6. Aufl. Oxford University Press, New York 1969.
- Römisches Arkadien. Dichter und ihre Landschaft („Poets in a landscape“). Goldmann, München 1964 (Catull, Vergil, Properz, Horaz, Tibull, Ovid, Juvenal).
- The speeches of Vergil's Aeneid. University Press, New York 1972, ISBN 0-691-06234-X.
- The unpublished lectures of Gilbert Highet Lang, New York 1998, ISBN 0-8204-3824-3 (herausgegeben von Robert Ball).
- Die Wanderung der Gedanken („The migration of ideas“). Holle-Verlag, Baden-Baden 1959.

als Übersetzer
- Werner Jaeger: Paideia. The ideals of Greek culture („Paideia. Die Formung des griechischen Menschen“). Oxford University Press, New York 1965.
- Gustav Mayer: Friedrich Engels. A biography („Friedrich Engels“). Knopf, New York 1936.